# 慧神星
慧神星（93 Minerva）是一顆位于小行星帶的小行星，編號93，由詹姆斯·克雷格·沃森于1867年8月24日发现。慧神星的直径为141.0千米，质量为2.9×1018千克，公转周期为1669.541天。2009年，慧神星被发现拥有两颗直径约3到4千米的卫星，离慧神星分别有630和380千米远。
慧神星以羅馬神話的智慧女神弥涅耳瓦命名。